# Crocus Technology
Pour les articles homonymes, voir Crocus (homonymie).
Crocus Technology est une société française créée en 2006 et spécialisée dans le développement, la conception et la fabrication de capteurs magnétique basés sur la technologie TMR (Tunneling Magnetoresistance).

## Historique
La société Crocus Technology voit le jour sous la forme d'une jeune pousse, à Grenoble, en exploitant une technologie développée par le laboratoire Spintec, un laboratoire mixte du CEA, du CNRS, de l'Université Grenoble-I, de l'Institut polytechnique de Grenoble,. Le but de cette création a été de développer et de mettre sur le marché la technologie de mémoire magnétique à commutation thermiquement assistée, initialement établie par le laboratoire Spintec.

## Produits
La conception des produits mémoires et des capteurs magnétiques est faite à Santa Clara en Californie, alors que l'équipe de Grenoble installée dans le centre-ville est chargée du développement de la technologie magnétique.
En 2011, un accord est signé avec le groupe russe Rosnano qui réalise de nombreux investissements dans les nanotechnologies, pour le développement de la technologie et la construction d'une usine de fabrication de produits à mémoire magnétique. Grâce à une levée de fonds de 34 millions d'euros, Crocus Nano Electronics une société sœur qui exploite les brevets de Crocus Technology, a ouvert une usine en Russie en 2015.

## Clients
Les clients de la société sont principalement dans le domaine des capteurs magnétiques pour la mesure de courant et le positionnement d'éléments mécaniques.  L'activité dans le secteur de la sécurité a été suspendue en 2015.

## Sources et références
1. ↑  https://www.societe.com/societe/crocus-technology-453278475.html
2. ↑  Article de Gilles Musi, « Crocus Technology veut détrôner les mémoires Flash », publié dans l'Expansion, le 6 avril 2007.
3. 1 2  Article de Ridha Loukil, « Crocus Technology se diversifie dans la sécurité », publié dans l'Usine nouvelle, le 24 avril 2012.
4. ↑  Article de Vanessa Genin, « Un nouveau P-dg pour la phase industrielle », publié dans Le Journal des entreprises, le 8 octobre 2010.
5. ↑  Information de RIA Novosti, publiée le 17 mai 2011.
6. ↑  usine-digitale.fr du 20 janvier 2015, Crocus Technology.